# George R. Latham
George Robert Latham (9 maart 1832 – 16 december 1917) was een landbouwer, advocaat en politicus die mee aan de wieg stond van West Virginia tijdens de Amerikaanse Burgeroorlog. Hij diende als kolonel en later als brigadegeneraal tijdens hetzelfde conflict. Op het einde van de oorlog diende hij als lid van het Huis van afgevaardigden voor West Virginia 2nd district voor één termijn. Tussen 1867 en 1870 was hij consul voor de Verenigde Staten in Melbourne Australië. Daarna keerde hij terug naar West Virginia naar zijn boerderij. Hij zou nog verschillende publieke functies bekleden.

## Vroege jaren
Latham werd geboren op 9 maart 1832 in Haymarket, Virginia. Hij liep school in de zijn geboortestad waarna hij rechten studeerde Hij huwde met Caroline Thayer (1834-1928), de dochter van de lokale smid. Het gezin zou acht kinderen krijgen. 
Hij stak de Appalachen over en werd in 1859 toegelaten tot de balie in Virginia. Hij startte met een advocatenkantoor in Grafton Virginia. Een knooppunt waar de Baltimore and Ohio Railroad en Northwestern Virginia Railroad op elkaar aansloten. In 1860 gaf Latham een krant uit, de  Western Virginian. Deze krant was sterk pro Union, dus voor het samenhouden van de Verenigde Staten.

## De Amerikaanse Burgeroorlog
Door de groeiende onrust na de verkiezingsoverwinning van Abraham Lincoln werden de lokale militietroepen geformeerd. Latham werd bevelhebber van de Grafton Guards. Toen, tegen de wensen in van de vertegenwoordigers van westelijk Virginia, de Virginia Secession Convention of 1861 op 17 april 1861 samenkwam om te spreken over de afscheiding van de Verenigde Staten, namen verschillende militie-eenheden de volgende dag het federaal arsenaal in Harpers Ferry in. Latham en zijn Grafton Guards bewaakten de spoorwegen. Via de Clarcksburg Resolution werden de west Virginians samen geroepen in Wheeling op 13 mei 1861. Latham was één van actieve vertegenwoordigers uit Taylor’s County. De  Wheeling Convention zou aan de wieg staan van West Virginia. Enkele dagen voor de definitieve stemming van Virginia om uit de unie te stappen op 23 mei 1861 vertrokken Latham en zijn Grafton Guards per trein naar Wheeling. Zijn eenheid werd B Compagny in de 2nd West Virginia Infantry Regiment.
Latham kreeg de rang van kapitein in het Noordelijke leger. Zijn regiment nam deel aan de Slag bij Cheat Mountain in september van 1861. Tijdens de oorlog zou Latham bevorderd worden tot kolonel van de 6th West Virginia Cavalry Regiment.  Hij moest voor de krijgsraad verschijnen nadat de Zuidelijken het New Creek Station langs de Baltimore and Ohio Railroad  in Keyser West Virginia hadden veroverd in november 1864. Hij werd veroordeeld en zou ontslagen worden uit het leger. Toen zijn superieuren informatie kregen over de omvang van de vijandelijke troepenmacht en het aantal keren dat het station van eigenaar was gewisseld in de strijd, werd zijn veroordeling teniet gedaan. Latham werd bevorderd tot gebrevetteerd brigadegeneraal. Op 13 maart 1865 werd hij eervol ontslagen uit het leger.

## Latere jaren
Latham werd verkozen om te zetelen in het Huis van afgevaardigden voor West Virginia in 1864. Hij zetelde tussen 1865 en 1867. Hij stelde zich niet meer verkiesbaar voor een tweede termijn. Hij werd consul voor de Verenigde Staten in Melbourne Australië in 1867. Hij keerde terug naar zijn thuisstaat in 1870. Hij woonde kort in bij zijn schoonvader. Daarna verhuisde hij naar Buckhannon West Virginia waar hij een boerderij had en schooldirecteur was van 1875 tot 1877.
Latham overleed in Buckhannon West Virginia op 16 december 1917. Hij werd begraven in Heavner Cemetery in Buckhannon.